# Scott Thornton
Scott Christopher Thornton, född 9 januari 1971, är en kanadensisk före detta professionell ishockeyforward som tillbringade 17 säsonger i den nordamerikanska ishockeyligan National Hockey League (NHL), där han spelade för Toronto Maple Leafs, Edmonton Oilers, Montreal Canadiens, Dallas Stars, San Jose Sharks och Los Angeles Kings. Han producerade 285 poäng (144 mål och 141 assists) samt drog på sig 1 459 utvisningsminuter på 941 grundspelsmatcher.
Thornton spelade också för Södertälje SK i Elitserien; Newmarket Saints och Cape Breton Oilers i American Hockey League (AHL) och Belleville Bulls i Ontario Hockey League (OHL).
Han draftades av Toronto Maple Leafs i första rundan i 1989 års draft som tredje spelaren totalt.
Thornton är kusin till ishockeyspelaren Joe Thornton, som ligger på 14:e plats i listan på de spelare som har gjort flest poäng i NHL:s historia.

## Statistik
| 1986–1987  | London Diamonds     | WOHL       | 31  | 10  | 7   | 17  | 10   | —  | —  | —  | —  | —  |
| 1987–1988  | Belleville Bulls    | OHL        | 62  | 11  | 19  | 30  | 54   | 6  | 0  | 1  | 1  | 2  |
| 1988–1989  | Belleville Bulls    | OHL        | 59  | 28  | 34  | 62  | 103  | 5  | 1  | 1  | 2  | 6  |
| 1989–1990  | Belleville Bulls    | OHL        | 47  | 21  | 28  | 49  | 91   | 11 | 2  | 10 | 12 | 15 |
| 1990–1991  | Toronto Maple Leafs | NHL        | 33  | 1   | 3   | 4   | 30   | —  | —  | —  | —  | —  |
|            | Newmarket Saints    | AHL        | 5   | 1   | 0   | 1   | 4    | —  | —  | —  | —  | —  |
|            | Belleville Bulls    | OHL        | 3   | 2   | 1   | 3   | 2    | 6  | 0  | 7  | 7  | 14 |
| 1991–1992  | Edmonton Oilers     | NHL        | 15  | 0   | 1   | 1   | 43   | 1  | 0  | 0  | 0  | 0  |
|            | Cape Breton Oilers  | AHL        | 46  | 9   | 14  | 23  | 40   | 5  | 1  | 0  | 1  | 8  |
| 1992–1993  | Edmonton Oilers     | NHL        | 9   | 0   | 1   | 1   | 0    | —  | —  | —  | —  | —  |
|            | Cape Breton Oilers  | AHL        | 58  | 23  | 27  | 50  | 102  | 16 | 1  | 2  | 3  | 35 |
| 1993–1994  | Edmonton Oilers     | NHL        | 61  | 4   | 7   | 11  | 104  | —  | —  | —  | —  | —  |
|            | Cape Breton Oilers  | AHL        | 2   | 1   | 1   | 2   | 31   | —  | —  | —  | —  | —  |
| 1994–1995  | Edmonton Oilers     | NHL        | 47  | 10  | 12  | 22  | 89   | —  | —  | —  | —  | —  |
| 1995–1996  | Edmonton Oilers     | NHL        | 77  | 9   | 9   | 18  | 149  | —  | —  | —  | —  | —  |
| 1996–1997  | Montreal Canadiens  | NHL        | 73  | 10  | 10  | 20  | 128  | 5  | 1  | 0  | 1  | 2  |
| 1997–1998  | Montreal Canadiens  | NHL        | 67  | 6   | 9   | 15  | 158  | 9  | 0  | 2  | 2  | 10 |
| 1998–1999  | Montreal Canadiens  | NHL        | 47  | 7   | 4   | 11  | 87   | —  | —  | —  | —  | —  |
| 1999–2000  | Montreal Canadiens  | NHL        | 35  | 2   | 3   | 5   | 70   | —  | —  | —  | —  | —  |
|            | Dallas Stars        | NHL        | 30  | 6   | 3   | 9   | 38   | 23 | 2  | 7  | 9  | 28 |
| 2000–2001  | San Jose Sharks     | NHL        | 73  | 19  | 17  | 36  | 114  | 6  | 3  | 0  | 3  | 8  |
| 2001–2002  | San Jose Sharks     | NHL        | 77  | 26  | 16  | 42  | 116  | 12 | 3  | 3  | 6  | 6  |
| 2002–2003  | San Jose Sharks     | NHL        | 41  | 9   | 12  | 21  | 41   | —  | —  | —  | —  | —  |
| 2003–2004  | San Jose Sharks     | NHL        | 80  | 13  | 14  | 27  | 84   | 12 | 2  | 2  | 4  | 22 |
| 2004–2005  | Södertälje SK       | Elitserien | 12  | 2   | 5   | 7   | 10   | 10 | 0  | 3  | 3  | 27 |
| 2005–2006  | San Jose Sharks     | NHL        | 71  | 10  | 11  | 21  | 84   | 11 | 2  | 0  | 2  | 6  |
| 2006–2007  | Los Angeles Kings   | NHL        | 58  | 7   | 6   | 13  | 85   | —  | —  | —  | —  | —  |
| 2007–2008  | Los Angeles Kings   | NHL        | 47  | 5   | 3   | 8   | 39   | —  | —  | —  | —  | —  |
| NHL totalt | NHL totalt          | NHL totalt | 941 | 144 | 141 | 285 | 1459 | 79 | 13 | 14 | 27 | 82 |
| AHL totalt | AHL totalt          | AHL totalt | 111 | 34  | 42  | 76  | 177  | 21 | 2  | 2  | 4  | 43 |
| OHL totalt | OHL totalt          | OHL totalt | 171 | 62  | 82  | 144 | 250  | 28 | 3  | 19 | 22 | 37 |

### Internationellt
| Källa:        | Källa:        | Källa:        |         | Utv = Utvisningsminuter | Utv = Utvisningsminuter | Utv = Utvisningsminuter | Utv = Utvisningsminuter | Utv = Utvisningsminuter |
| År            | Lag           | Mästerskap    | Matcher | Mål                     | Assists                 | Poäng                   | Utv                     |                         |
| ------------- | ------------- | ------------- | ------- | ----------------------- | ----------------------- | ----------------------- | ----------------------- | ----------------------- |
| 1991          | Kanada        | JVM           | 7       | 3                       | 1                       | 4                       | 0                       |                         |
| 1999          | Kanada        | VM            | 10      | 5                       | 1                       | 6                       | 6                       |                         |
| Junior totalt | Junior totalt | Junior totalt | 7       | 3                       | 1                       | 4                       | 0                       |                         |
| Senior totalt | Senior totalt | Senior totalt | 10      | 5                       | 1                       | 6                       | 6                       |                         |